# Orgeans-Blanchefontaine
Orgeans-Blanchefontaine é uma comuna francesa na região administrativa de Borgonha-Franco-Condado, no departamento de Doubs. Estende-se por uma área de 4,83 km². Em 2010 a comuna tinha 43 habitantes (densidade: 8,9 hab./km²).